# Jacques Blondeau

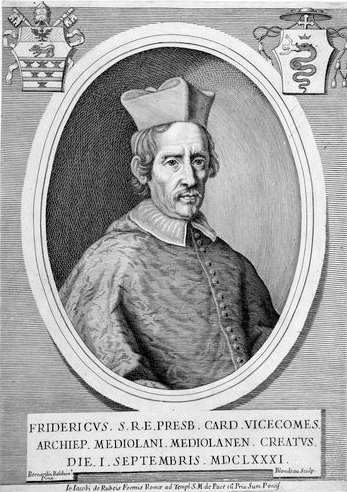
Engraved portrait van Kardinaal Federico Visconti, aartsbisschop van Milaan, 1681

Jacques Blondeau (alternatieve namen: Hansje Blondeau, Jacobus Blondeau, Jean Jacques Blondeau, Jacques Blondel  en bijnaam (bentnaam) Weyman (Antwerpen, 9 mei 1655 - Rome, 1698), was een Vlaams graveur uit de baroktijd die het grootste deel van zijn carrière in Italië doorbracht.
Hij was een leerling van de Antwerpse graveur Frederik Bouttats. In 1675 reisde hij naar Rome waar hij de rest van zijn leven zou blijven werken.  Hij werd er lid van de Bentvueghels, een vereniging van voornamelijk Nederlandse en Vlaamse kunstenaars werkzaam in Rome, onder de bijnaam (de zogenaamde bentnaam) 'Weyman'.  Blondeau was zeer actief en zijn naam verschijnt twee keer in de geschiedenis van de Bentvueghels. Zo schreef hij onder meer zijn naam in rood krijt in een van de nissen in de Santa Costanza kerk: jacobus Blondeau / alias de weymyn. Zijn naam verschijnt ook op een lijst van leden van de Bentvueghels, die aanwezig was bij de inauguratie van de nieuwe leden  Abraham Genoels II, François Moens en Pieter Verbruggen (II).  Deze inauguratie wordt ook vermeld door de vroege biograaf Arnold Houbraken.
Hij graveerde verschillende portretten waaronder dat van Paus Urbanus VIII en van meerdere kardinalen in Rome.